# Kimi no Na wa.
Kimi no Na wa (君の名は。 lit. Tu nombre es?) es una película de animación japonesa estrenada en 2016; escrita y dirigida por Makoto Shinkai, animada por CoMix Wave Films y distribuida por Tōhō. La película está inspirada en la novela del mismo título escrita por Shinkai que fue publicada el 18 de junio de 2016.
Masayoshi Tanaka fue el diseñador de los personajes y la banda japonesa Radwimps compuso la música de la película. Se estrenó en la convención Anime Expo 2016 en Los Ángeles el 3 de julio de 2016 y más tarde se estrenó en Japón el 26 de agosto del mismo año. En la Anime Expo 2016 también se anunció que la película había sido licenciada por Funimation. Su estreno europeo fue durante el Festival Internacional de Cine de San Sebastián, el día 22 de septiembre de 2016. Selecta Visión adquirió los derechos para distribuirla en España a partir de enero de 2017. Por su parte, KEM Media adquirió los derechos de distribución para Latinoamérica desde agosto del mismo año.
Los protagonistas, Taki y Mitsuha, son dos completos desconocidos, y a pesar de eso están destinados a conocerse. Durante el sueño, ambos adolescentes intercambian sus cuerpos, con resultados impredecibles en la vida de ambos. Mitsuha es una joven de pueblo que anhela la emoción de la vida de la ciudad. Un día, sueña con un chico tal y como desea, al mismo tiempo que el chico en cuestión, Taki, de la gran ciudad, sueña a su vez con Mitsuha, una encantadora chica del campo. Taki y Mitsuha descubren un día que durante el sueño sus cuerpos se intercambian, y comienzan a comunicarse por medio de notas. A medida que consiguen superar un reto tras otro, se va creando entre los dos un vínculo muy especial. La inconveniencia sucede cuando ambos, tras saber su conexión especial por lazos temporales (que suceden por medio de los sueños), descubren un enorme deseo de querer conocer al otro.

## Argumento
Mitsuha Miyamizu es una chica de secundaria que vive en la pequeña ciudad de Itomori, cerca de la región de Hida. Está aburrida de la vida en el campo y pide un deseo el cual es ser un chico y vivir en Tokio. Ella comienza a cambiar de cuerpo intermitentemente con Taki Tachibana, un chico de secundaria de Tokio, cuando ambos duermen. Pronto, comienzan a comunicarse escribiéndose mensajes en papel, teléfonos y, a veces, en la piel del otro. Mitsuha hace que Taki desarrolle una relación con su compañera de trabajo Miki, de quien está enamorado y a quien no se atreve a hablarle, mientras que Taki hace que Mitsuha se vuelva popular en la escuela.
Un día, Taki, en el lugar de Mitsuha, acompaña a su abuela y hermana a dejar el ritual alcohol kuchikamizake, hecho por Mitsuha, como una ofrenda en el santuario familiar en la cima de una montaña a las afueras de la ciudad. Se cree que el santuario representa el cuerpo del dios guardián del pueblo que gobierna las experiencias y conexiones humanas. La última nota de Mitsuha le cuenta a Taki acerca del cometa que se espera que pase sobre la Tierra el día del festival de su ciudad.
Al día siguiente, Taki se despierta en su propio cuerpo. Después de una cita infructuosa con Miki, intenta llamar a Mitsuha, pero no puede comunicarse con ella y el cambio de cuerpos termina de darse. Decide encontrarse con ella directamente, pero sin saber el nombre de la ciudad, y tiene que confiar en sus recuerdos del paisaje. El dueño de un restaurante en Hida reconoce a Itomori a partir del dibujo hecho por Taki y le cuenta que el paso del cometa ocurrió tres años atrás, pero que éste se dividió inesperadamente en dos; la pieza más grande siguió moviéndose, pero la más pequeña se estrelló contra la Tierra y destruyó la ciudad. Viajando hasta el lugar, Taki observa el sitio del cráter y no puede creer que Mitsuha haya estado muerta todo este tiempo, pero de pronto sus mensajes en su teléfono desaparecen y sus recuerdos de ella comienzan a desvanecerse. Taki encuentra el nombre de Mitsuha en los registros de víctimas mortales y descubre desde la fecha del desastre que sus líneas de tiempo estuvieron separadas por tres años.
Taki va al santuario para beber el sake de Mitsuha de la botella, con la esperanza de reconectarse con su cuerpo y advertirle sobre el ataque del cometa. A través de una visión, Taki descubre que una chica que conoció en el tren tres años antes era Mitsuha: sin saber que estuvieron separados durante tres años. Ella, habiéndose enamorado de él, había conocido a su yo pasado mientras trataba de reunirse con él personalmente. Él se despierta en cuerpo de ella la mañana del festival de la ciudad. La abuela de Mitsuha deduce lo que sucedió y le dice que el cambio de cuerpo es parte de la historia familiar y de los cuidadores del santuario. Taki convence a sus amigos Tessie y Sayaka para ayudar a todos a evacuar la ciudad, desactivando la subestación eléctrica.
Mitsuha se despierta en el cuerpo de Taki en el santuario. Cuando Taki llega allí justo cuando el sol se está poniendo, los dos perciben la presencia del otro, pero están separados temporalmente por tres años. Sin embargo, cuando cae el crepúsculo (referido en la película como la "hora mágica"), regresan a sus propios cuerpos y se encuentran. Intentan escribir sus nombres en cada mano para recordarse, pero el crepúsculo pasa y Mitsuha desaparece antes de que ella pueda escribir el suyo. Antes de convencer a su padre de evacuar la ciudad, Mitsuha se da cuenta de que sus recuerdos de Taki comienzan a desvanecerse y descubre que escribió "Te amo" en su mano en lugar de su nombre. A pesar de la evacuación, la pieza del cometa se estrella contra la Tierra y destruye la ciudad. Taki se despierta a su debido tiempo, pero ya no recuerda nada.
Cinco años después de graduarse de la universidad, Taki encuentra un empleo sin éxito y quien se encuentra con Miki y que además se revela que en el desastre de Itomori, donde se creyó que muchas personas murieron pero que en realidad resultaron ilesos, ya que Taki cambió la línea del tiempo y que además ya no recuerda a quien conoció en ese pueblo. Pero un tiempo después Taki y Mitsuha se cruzan cuando sus trenes se ponen en paralelo, y se ven obligados a desembarcar y buscarse el uno al otro. Finalmente se encuentran en las escaleras y siente que la conoce de antes y ella responde que se siente de la misma manera. Su conexión se ha restablecido, derraman lágrimas de felicidad y simultáneamente preguntan por sus nombres.

## Reparto
- Ryūnosuke Kamiki como Taki Tachibana (立花瀧 Tachibana Taki?),[5] un chico de instituto que vive en Tokio, pasa sus días felizmente con sus amigos y tiene un trabajo a tiempo parcial en un restaurante italiano.
- Mone Kamishiraishi como Mitsuha Miyamizu  (宮水三葉 Miyamizu Mitsuha?),[5] una chica de instituto que vive en Itomori, un pueblo rural. Es una chica sincera, no le gustan los temas religiosos de su familia y desea vivir en Tokio.
- Etsuko Ichihara como Hitoha Miyamizu (宮水一葉 Miyamizu Hitoha?),[12] la cabeza del santuario familiar y la abuela de Mitsuha y Yotsuha. Su apellido 宮水 literalmente significa «santuario de agua». Es la maestra local del kumihimo, una de las herencias familiares.
- Masami Nagasawa como Miki Okudera (奥寺ミキ Okudera Miki?),[12] una estudiante universitaria que trabaja en el mismo restaurante que Taki, quien está enamorado de ella.
- Ryo Narita como Katsuhiko Teshigawara (勅使河原克彦 Teshigawara Katsuhiko?), un amigo de Mitsuha que es experto en aparatos electrónicos.
- Aoi Yūki como Sayaka Natori (名取早耶香 Natori Sayaka?) una amiga de Mitsuha y Katsuhiko.
- Nobunaga Shimazaki como Tsukasa Fujii (藤井司 Fujii Tsukasa?), uno de los amigos de Taki del instituto.
- Kaito Ishikawa como Shinta Takagi (高木真太 Takagi Shinta?), uno de los amigos de Taki del instituto.
- Masaki Terasoma como Toshiki Miyamizu (宮水俊樹 Miyamizu Toshiki?), padre de Mitsuha y Yotsuha, el alcalde del pueblo. Solía ser un folclorista que llegó al pueblo para investigar y allí conoció a la madre de Mitsuha.
- Sayaka Ohara como Futaha Miyamizu (宮水二葉 Miyamizu Futaha?), la fallecida madre de Mitsuha y Yotsuha.
- Kanon Tani como Yotsuha Miyamizu (宮水四葉 Miyamizu Yotsuha?), hermana menor de Mitsuha, quien también vive con su abuela.
- Kana Hanazawa como Yukari Yukino (雪野百香里 Yukino Yukari?),[13] profesora de literatura de Sayaka, Mitsuha y Katsuhiko. Habla sobre la palabra «Kataware-doki» en su clase. Yukari también aparece en El jardín de las palabras.

## Recepción

### Taquilla
La película fue número uno en su fin de semana de estreno en la cartelera japonesa, con 930 millones de yenes brutos y 688 000 en entradas. 
Incluyendo el viernes como día de salida, las cifras brutas ascienden a 1 280 millones de yenes. Fue número uno de nuevo en su segundo fin de semana, con 867 345 en entradas y 1 160 millones de yenes brutos.
 A 5 de septiembre de 2016, 10 días después del estreno en Japón, tenía una recaudación bruta de 3 800 millones de yenes. 
Fue otra vez número uno en su tercer fin de semana, con 1 135 millones de yenes brutos y 852 000 en entradas. El 11 de septiembre de 2016 la película ya había recaudado 6 200 millones de yenes y había superado la proyección de la distribuidora Tōhō de 6 000 millones de ingresos para la película.
 
El 18 de septiembre de 2016 la película fue número uno por cuarta semana consecutiva y recaudó 9 100 millones de yenes (aproximadamente 89 millones de dólares) y tenía proyección para convertirse en la primera película de anime que no fuese del Studio Ghibli en alcanzar los 10 000 millones de yenes.
 
El 23 de septiembre de ese año se informó que la película había recaudado más de 10 000 millones de yenes (aproximadamente 98 millones de dólares), lográndolo en solo 28 días. El 3 de octubre se informó que la película había vendido 10 025 897 entradas en 39 días desde su estreno el 26 de agosto y había recaudado 13 020 003 500 yenes.
 A 8 de octubre la película había ganado un total de 13 800 millones de yenes (unos 134 millones de dólares) y había vendido 10,61 millones de entradas en 44 días. A 10 de octubre las ganancias totales brutas de la película alcanzaban los 14 560 millones de yenes y continuó encabezando la lista de la cartelera japonesa del fin de semana en la séptima semana con 700 millones de yenes de 513 000 entradas. El 15 de octubre el total recaudado en bruto de la película alcanzó los 15 414 488 300 yenes después de 52 días en taquilla, vendiendo un total de 11 842 864 entradas.
Yahoo! Japón reconoció a la película como la más buscada durante el año 2016, siendo parte de los Yahoo! Japan Search Awards de dicho año.

Fue la película más taquillera del año 2016 en Japón, recaudando 20 500 millones de yenes, unos 174 millones de dólares.

La franquicia fue la 17º de mayor recaudación en Japón durante el período comprendido entre el 20 de diciembre de 2015 y el 11 de diciembre de 2016. El monto recaudado total fue de 2.703.360.132 yenes por la venta de música, novelas y mangas, sin contar lo recaudado por la película.

### Crítica
Kimi no Na Wa recibió reseñas sumamente positivas por parte de la crítica y de la audiencia general. En el portal de internet Rotten Tomatoes, la película posee una aprobación de 98 %, basada en 96 reseñas, con una puntuación de 8.2/10 por parte de la crítica y un consenso que dice: "Bellamente animada, así como emocionalmente satisfactoria, Kimi no Na Wa. añade otro resaltable capítulo a la filmografía del escritor y director Makoto Shinkai". De parte de la audiencia tiene una aprobación de 94 %, basada en 2735 votos, con una puntuación de 4.6/5.
La página web Metacritic le ha dado a la película una puntuación de 78 de 100, basada en 25 reseñas, indicando "reseñas generalmente favorables". En el sitio web IMDb los usuarios le han dado una puntuación de 8.4/10, sobre la base de más de 55 000 votos.
En Anime News Network tiene una puntuación aproximada de 9/10 (calificada como "excelente"), basada en 272 votos, mientras que en MyAnimeList tiene una calificación de 9.2/10, sobre la base de más de 320 000 votos.

## Premios y nominaciones
| 2016 | 49.º Festival de Cine de Sitges                                           | Mejor Largometraje Animado                   | Kimi no Na Wa.                                                                                   | Ganadora      |
| 2016 | Festival de cine de Londres 2016                                          | Mejor Película                               | Kimi no Na Wa.                                                                                   | Ganadora      |
| 2016 | 18.º Festival Internacional de Cine de Animación Bucheon de Corea del Sur | Mejor Película Animada, Premio de Distinción | Kimi no Na Wa.                                                                                   | Ganadora      |
| 2016 | 18.º Festival Internacional de Cine de Animación Bucheon de Corea del Sur | Mejor Película Animada, Premio de Audiencia  | Kimi no Na Wa.                                                                                   | Ganadora      |
| 2016 | 58.º Japan Record Award                                                   | Premio Especial                              | Radwimps (compartido con The Yellow Monkey -Godzilla Resurgence- y la banda surcoreana Big Bang) | Ganadores     |
| 2016 | 29.º Festival de Cine Internacional de Tokio                              | Arigatō Award                                | Makoto Shinkai                                                                                   | Ganador       |
| 2016 | 6.º Premios de Anime Newtype                                              | Mejor Película                               | Kimi no Na Wa.                                                                                   | Ganadora      |
| 2016 | 6.º Premios de Anime Newtype                                              | Mejor Banda Sonora                           | Kimi no Na Wa.                                                                                   | Segundo Lugar |
| 2016 | 6.º Premios de Anime Newtype                                              | Mejor Canción                                | ZenZenZense                                                                                      | Segundo Lugar |
| 2016 | 41.º Hochi Film Award                                                     | Mejor Película                               | Kimi no Na Wa.                                                                                   | Nominada      |
| 2016 | 29.º Nikkan Sports Film Award                                             | Mejor Película                               | Kimi no Na Wa.                                                                                   | Nominada      |
| 2016 | 29.º Nikkan Sports Film Award                                             | Mejor Director                               | Makoto Shinkai                                                                                   | Ganador       |
| 2016 | Asociación de Críticos de Cine de Los Ángeles 2016                        | Mejor Película de Animación                  | Kimi no Na Wa.                                                                                   | Ganadora      |
| 2016 | Círculo Femenino de Críticos de Cine 2016                                 | Mejor Femenino Animado                       | Kimi no Na Wa.                                                                                   | Nominada      |
| 2017 | 44.º Premios Annie                                                        | Mejor Película Animada — Independiente       | Kimi no Na Wa.                                                                                   | Nominada      |
| 2017 | 44.º Premios Annie                                                        | Dirección en una Producción Animada          | Makoto Shinkai                                                                                   | Nominado      |
| 2017 | 21.º Premios Satellite                                                    | Mejor Película Animada                       | Kimi no Na Wa.                                                                                   | Nominada      |
| 2017 | 71.º Mainichi Film Awards                                                 | Mejor Película Animada                       | Kimi no Na Wa.                                                                                   | Ganadora      |
| 2017 | 59.º Premios Blue Ribbon                                                  | Mejor Película                               | Kimi no Na Wa.                                                                                   | Nominada      |
| 2017 | 59.º Premios Blue Ribbon                                                  | Mejor Director                               | Makoto Shinkai                                                                                   | Nominado      |
| 2017 | 59.º Premios Blue Ribbon                                                  | Premio Especial                              | Kimi no Na Wa.                                                                                   | Ganadora      |
| 2017 | 11.º Premios Asiáticos de Películas                                       | Mejor Guionista                              | Makoto Shinkai                                                                                   | Nominado      |
| 2017 | 40.º Premios de la Academia Japonesa                                      | Animación del Año (Excelencia en animación)  | Kimi no Na Wa.                                                                                   | Ganadora      |
| 2017 | 40.º Premios de la Academia Japonesa                                      | Animación del Año                            | Kimi no Na Wa.                                                                                   | Nominada      |
| 2017 | 40.º Premios de la Academia Japonesa                                      | Director del Año                             | Makoto Shinkai                                                                                   | Nominado      |
| 2017 | 40.º Premios de la Academia Japonesa                                      | Guion del Año                                | Makoto Shinkai                                                                                   | Ganador       |
| 2017 | 40.º Premios de la Academia Japonesa                                      | Premio Excepcional en Música                 | Radwimps                                                                                         | Ganadores     |

## Banda sonora
Yojiro Noda, vocalista principal de la banda de rock japonés Radwimps, compuso el tema musical principal de la película. El director pidió que la música fuera acorde con el diálogo y el monólogo de los personajes.  
La película contiene las siguientes interpretaciones: 
- Linterna de sueños (夢灯籠 Yume tōrō)
- Vida pasada (前 前 前世 Zen zen Zense)
- Chispa (スパークル Supākuru)
- Nada (なんでもないや Nan demonai ya)

## Otros medios

### Novela
La novela escrita por Makoto Shinkai fue publicada el 18 de junio de 2016 en Japón, precediendo a la película por unos días. Fue publicada en España por la editorial Planeta Cómic.

### Manga
Un manga de 3 tomos inspirado en la película se publicó entre agosto de 2016 y abril de 2017. Al igual que la novela, en España fue publicado por Planeta Cómic. Su publicación en México corrió a cargo de la Editorial Panini. En Argentina fue publicada por Editorial Ivrea.

## Galería

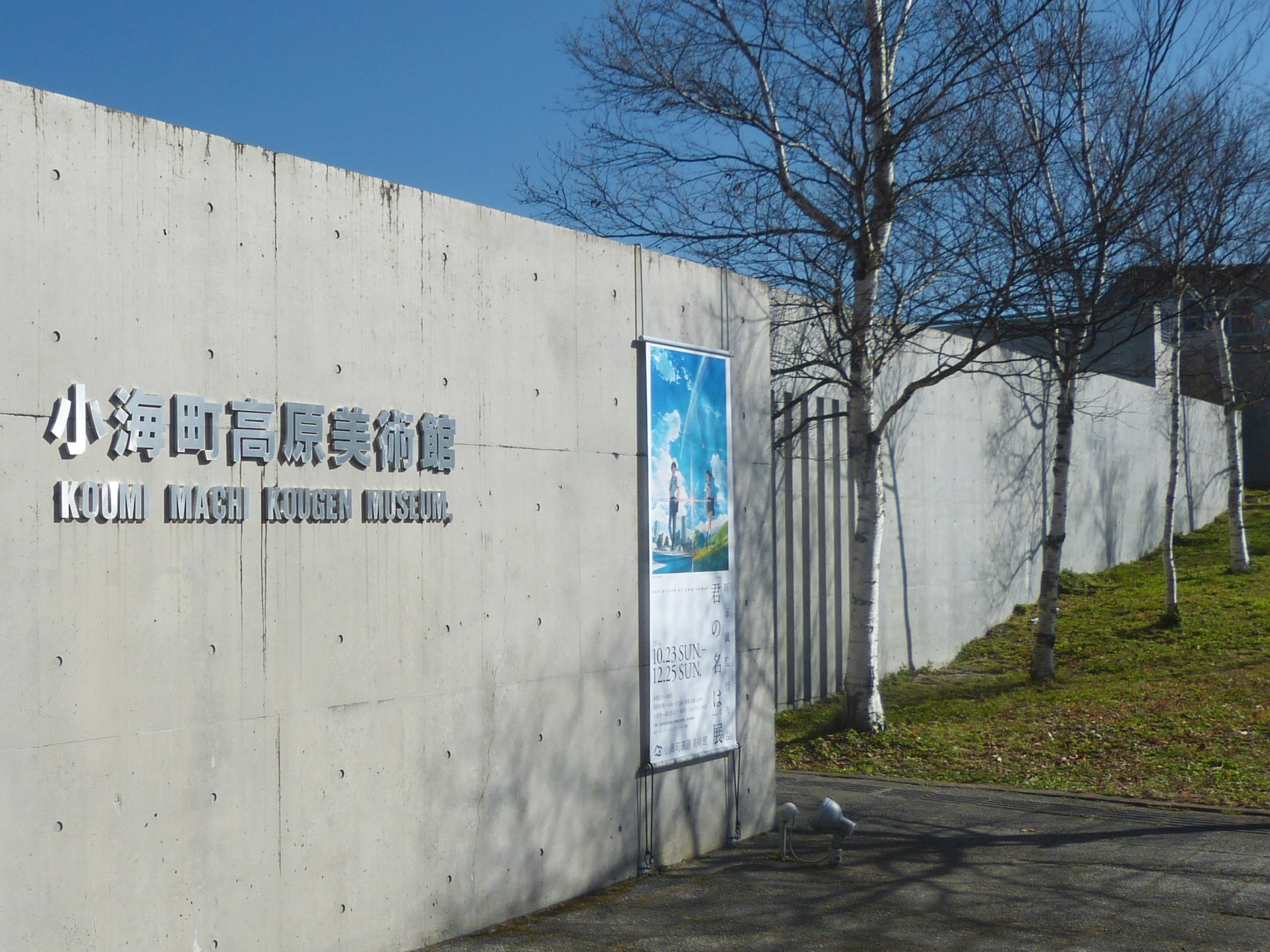
Exposición sobre «Your Name.» en el museo de arte de Koumi-machi Kougen
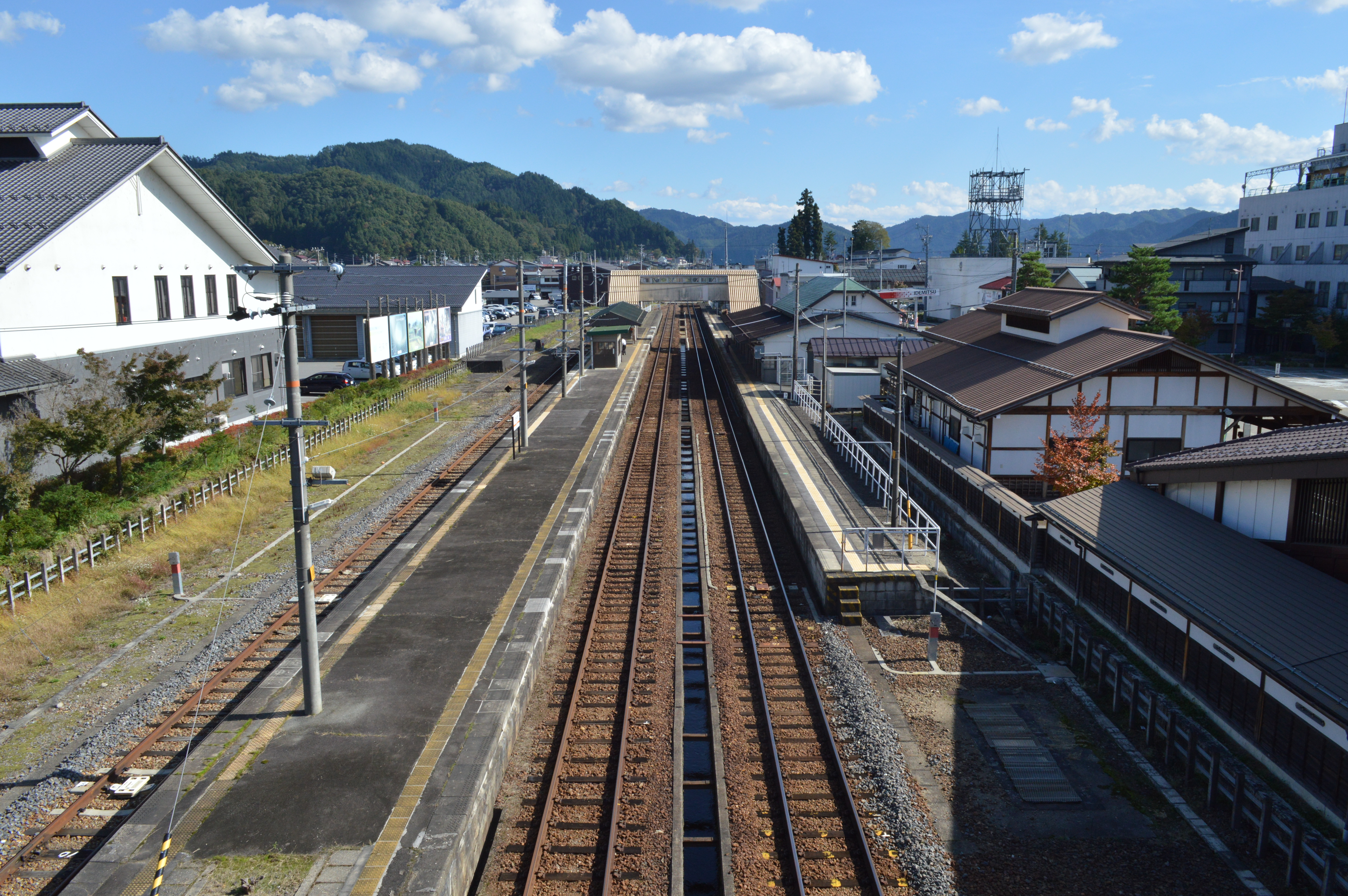
Estación de trenes de Hida-Furukawa
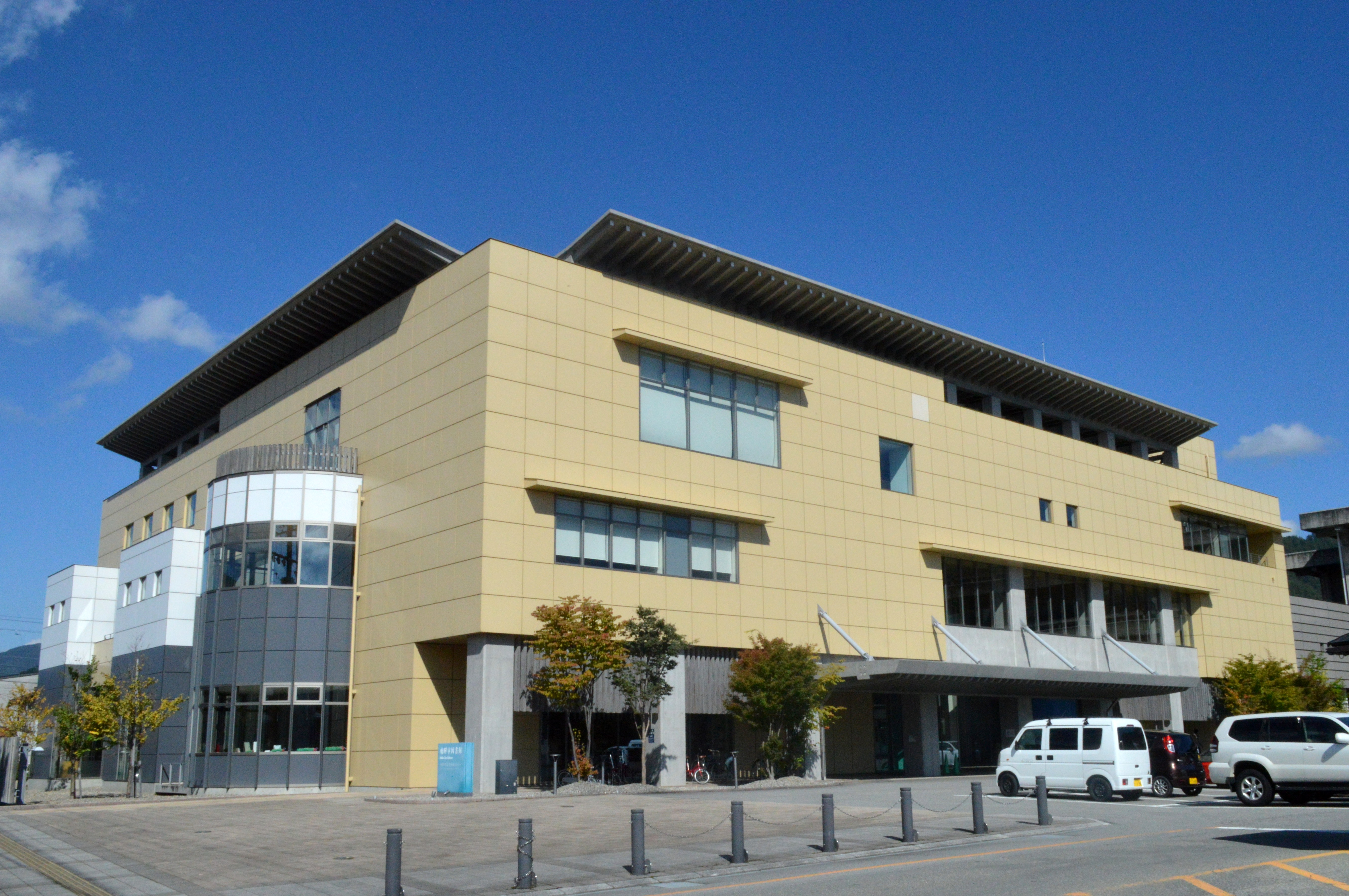
Biblioteca de la ciudad de Hida
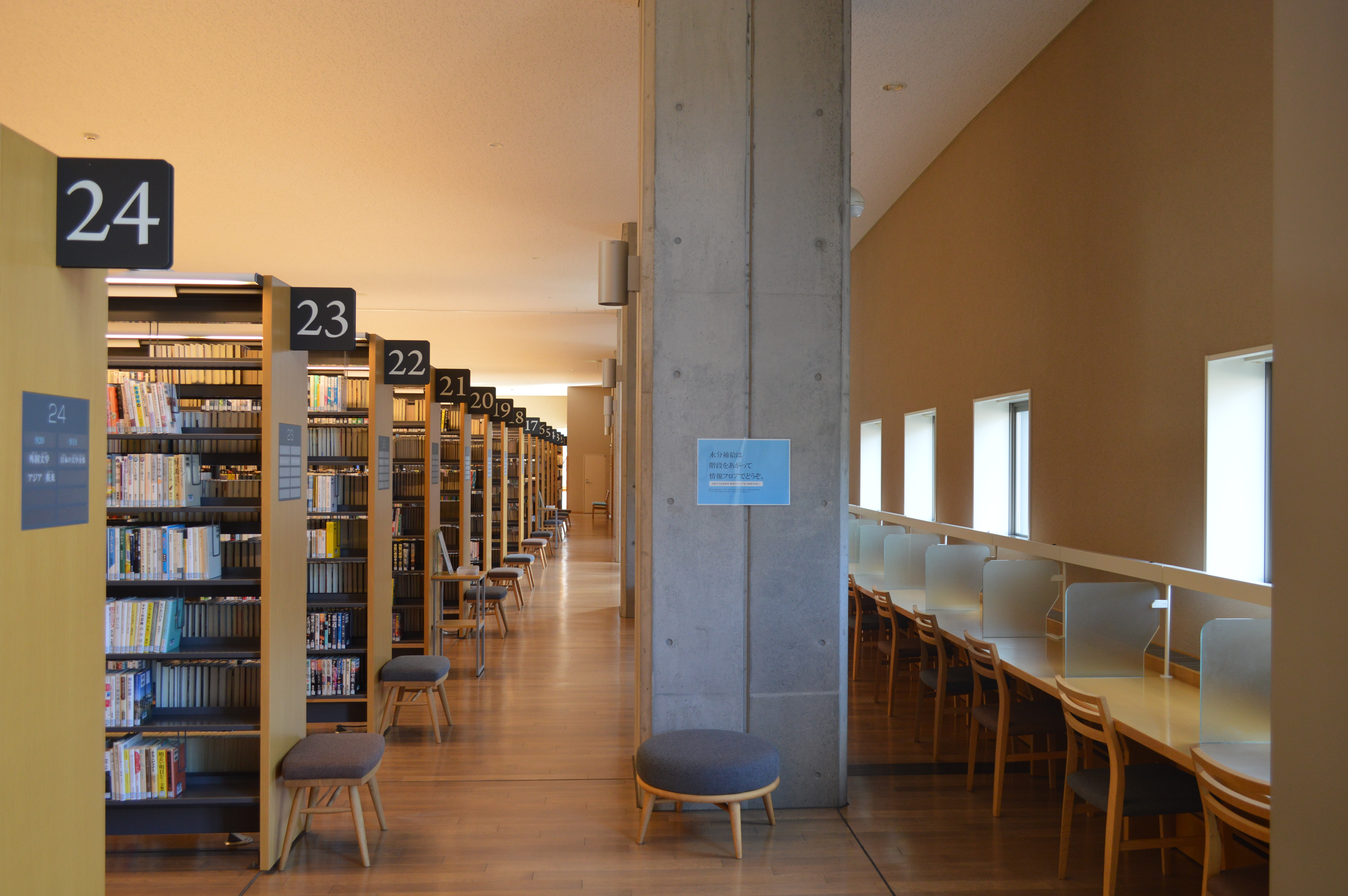
Biblioteca de la ciudad de Hida
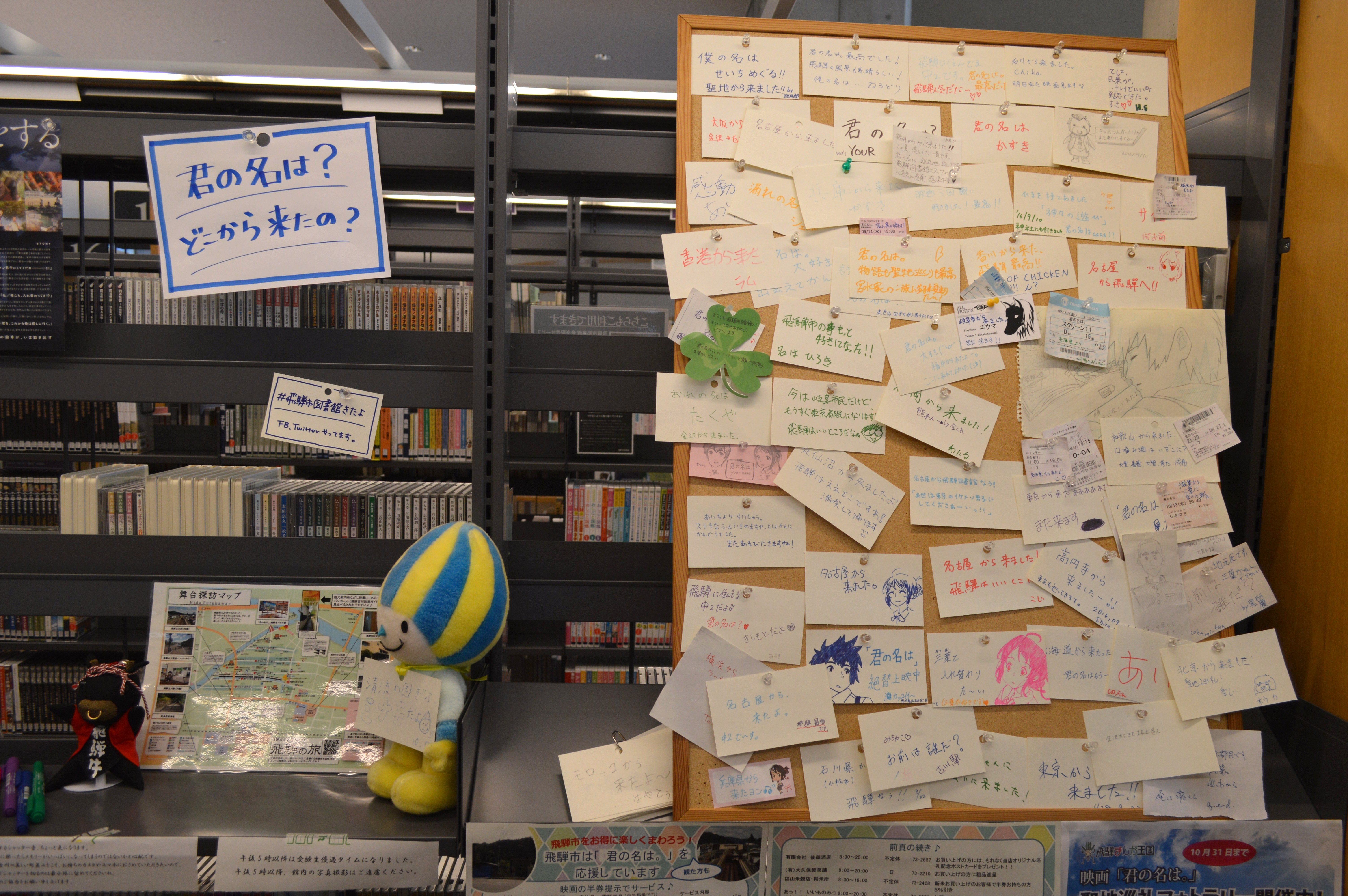
Sección dedicada a la película en la biblioteca de la ciudad de Hida
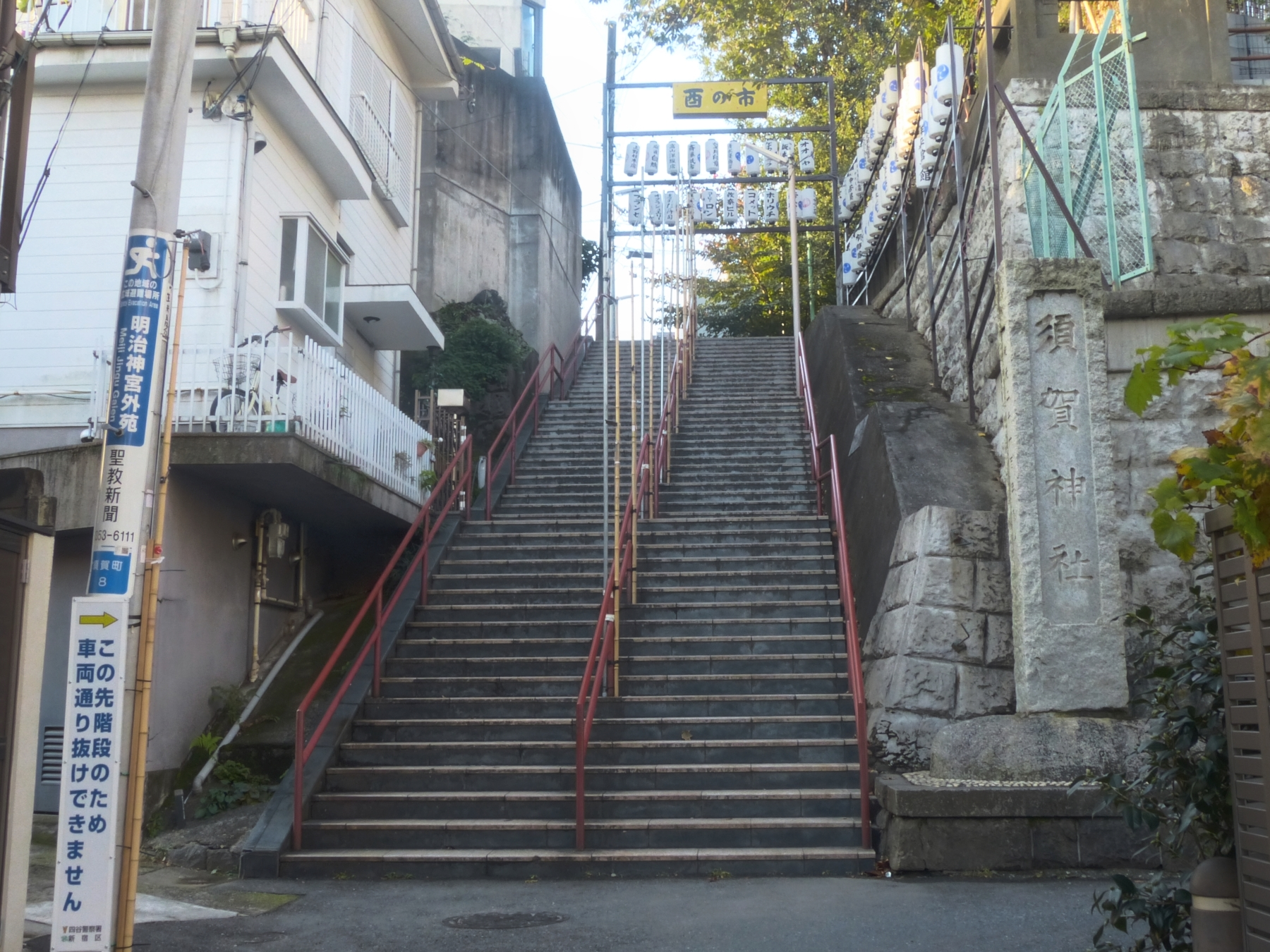
Escaleras del Santuario de Suga
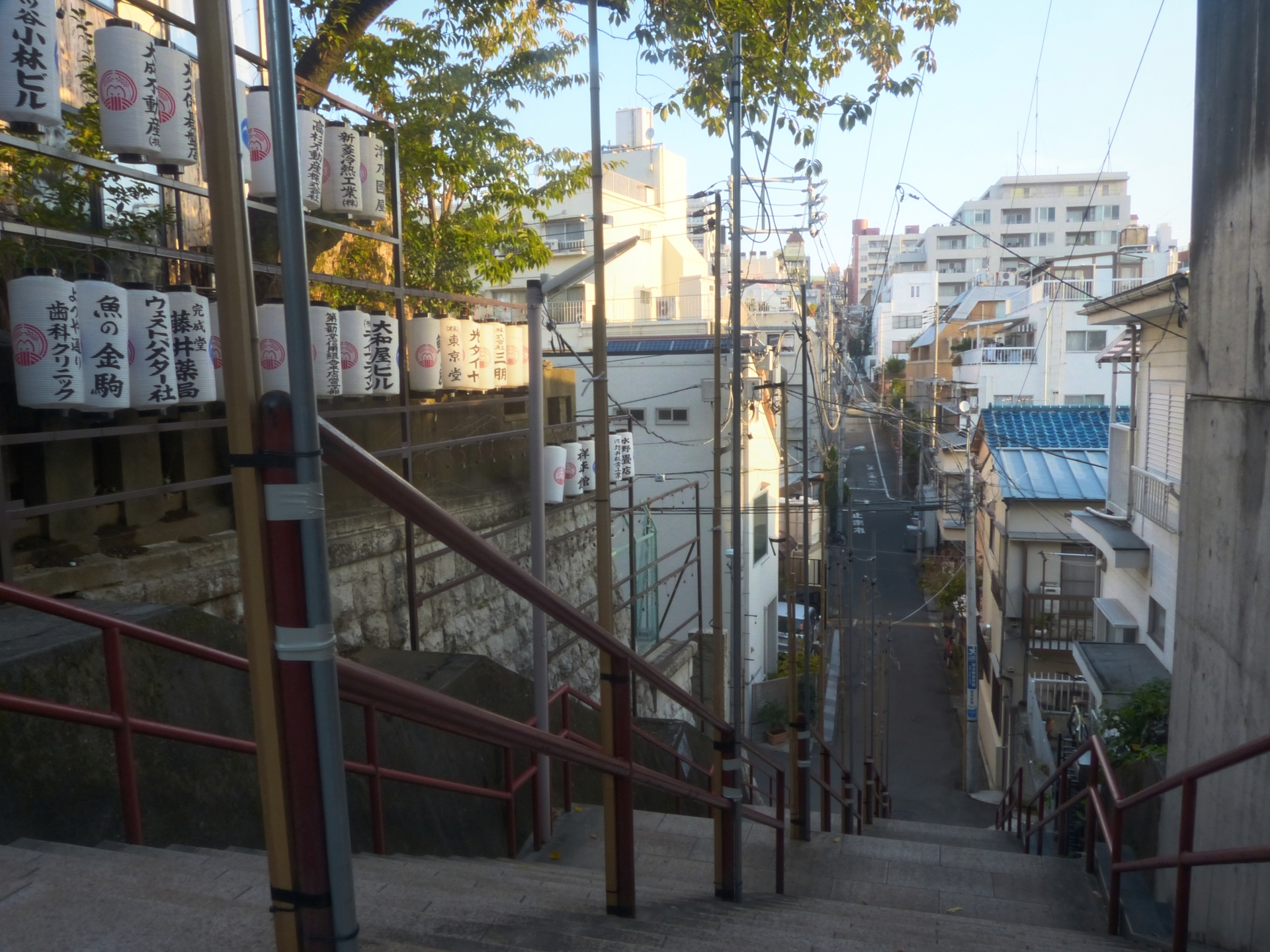
Escaleras del  Santuario de Suga
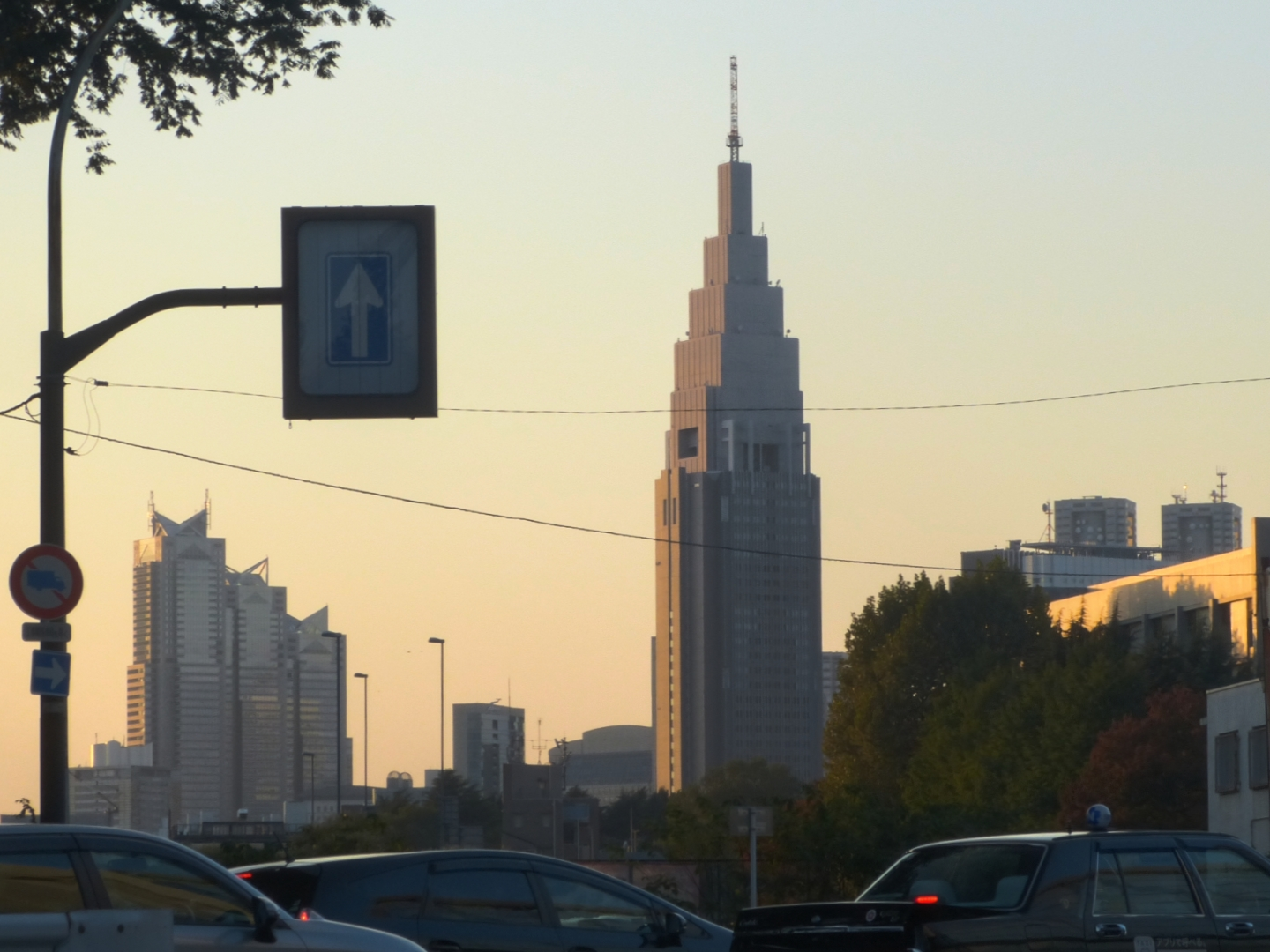
Torre NTT Docomo Yoyogi
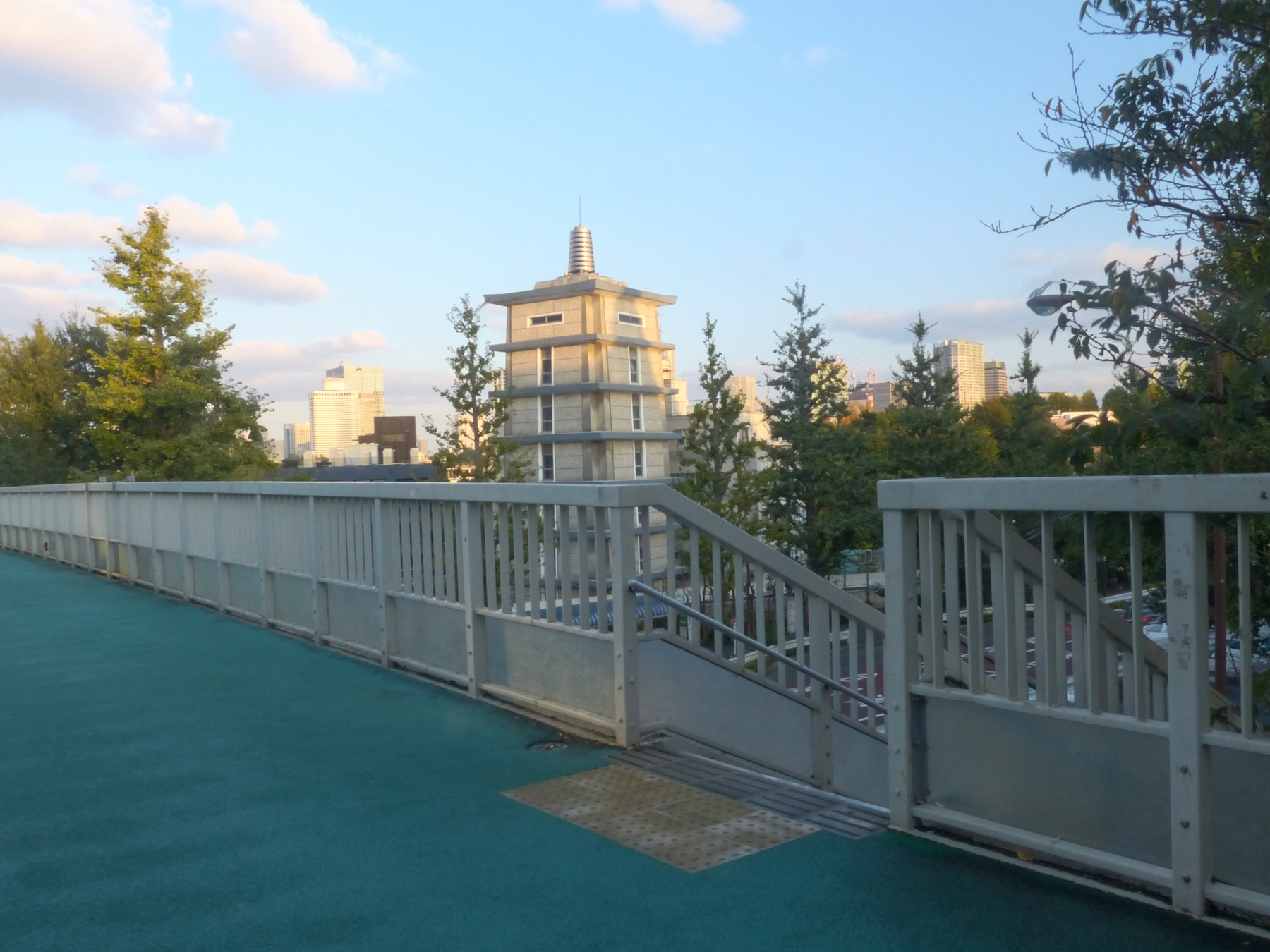
Puente peatonal de Shinanomachi